# Eumerus lasiops
Eumerus lasiops är en tvåvingeart som beskrevs av Camillo Rondani 1857. Eumerus lasiops ingår i släktet månblomflugor, och familjen blomflugor.
Artens utbredningsområde är Italien. Inga underarter finns listade i Catalogue of Life.